# Hudson Hornet
O Hudson Hornet é um automóvel que foi fabricado pela empresa norte-americana Hudson Motor Car Company, na década de 1950.
Um modelo em 3D do Hudson Hornet aparece na animação da Disney, Carros. 

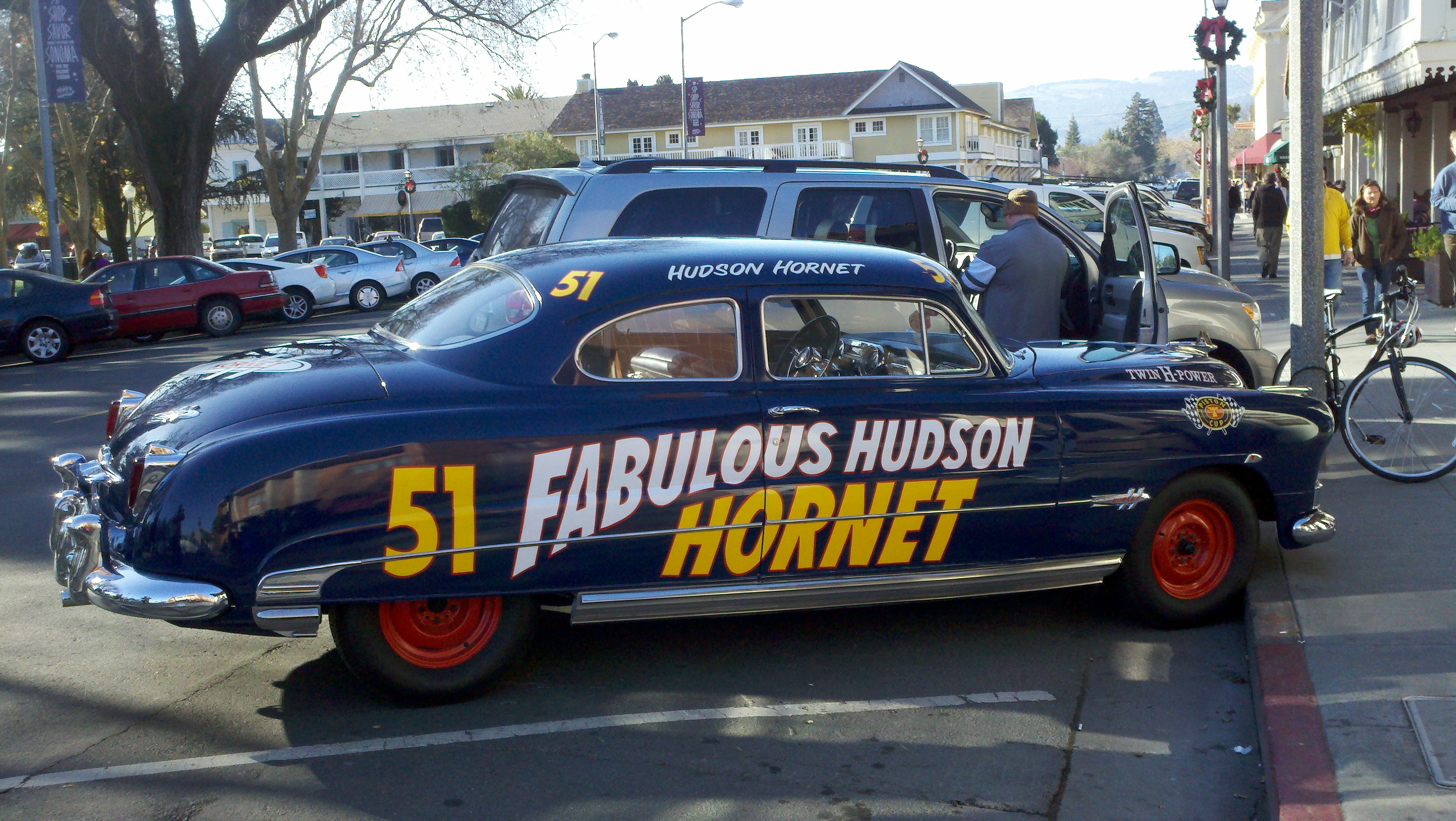
Hudson Hornet 51 criado para o filme Carros.